# 샤를 루이 알퐁스 라브랑

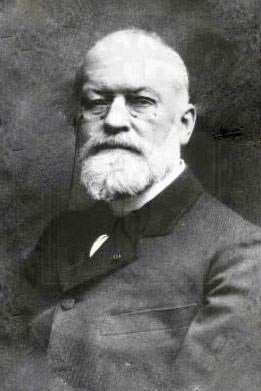
샤를 루이 알퐁스 라브랑

샤를 루이 알퐁스 라브랑(Charles Louis Alphonse Laveran, 1845년 ~ 1922년)은 프랑스의 의학자이다. 파리에서 태어나 스트라스부르 대학을 졸업한 뒤 군의관으로 활동하였다. 1878년부터 1893년까지 알제리에서 말라리아에 관한 연구를 하여, 1880년 말라리아 환자의 혈액 중에서 말라리아 병원체를 발견했다. 1907년 노벨 생리학·의학상을 받았다.